# Перинатология
Перинатология (др.-греч. περί — вокруг + лат. natus — рождение + др.-греч. λόγος — учение, наука) — наука, которая изучает перинатальный период. Она находится на стыке акушерства и педиатрии.
Перинатальный период — период от 23 недели беременности (антенатальный), включающий период родов (интранатальный) и заканчивающийся через 168 часов (7 дней, неделя) после рождения (постнатальный).
Исследования, проводимые в перинатальном периоде с привлечением генетических, биохимических и ультразвуковых методов, позволили выявлять врождённую и наследственную патологию плода в ранние сроки беременности и по показаниям прерывать её. Не менее важен интранатальный период. Объективный диагностический контроль состояния матери, родовой деятельности и состояния плода дал возможность глубже понять физиологию и патофизиологию родового акта с более точной оценкой акушерской ситуации и оптимизации способов родоразрешения. Разрабатываются различные аспекты патогенеза, клиники и диагностики асфиксии и родовой травмы, методы их коррекции.
Большие успехи достигнуты в области изучения иммунопатологии беременности и диагностики наследственной патологии.
По мере развития перинатологии временные параметры перинатального периода расширились — стали выделять пренатальное (дородовое) развитие зародыша и плода, начиная с процессов оплодотворения до 28 недели беременности. Таким образом, перинатология стала включать все периоды внутриутробного развития человека.
В рамках развития перинатологии начинают зарождаться новые направления — плодовая (фетальная) хирургия, а также пренатальная и перинатальная психология.

## История возникновения
Перинатология зародилась в 1960-х годах, когда усовершенствование исследований и технологий позволили врачам диагностировать и лечить внутриутробные осложнения, в то время как ранее для диагностики врачи использовали только наблюдение за частотой сердечных сокращений и данные о движениях плода со слов матери.
Развитие амниоцентеза в 1952 году, забор крови плода во время родов, более тщательное наблюдение за сердцебиенем плода в 1968 году, проведение УЗИ в реальном времени в 1971 году позволили осуществлять раннее вмешательство и снизить уровень смертности.
В 1961 году Альберт Уильям Лилэй предложил способ внутриутробного переливания крови при резус-несовместимости в Национальном женском госпитале в Австралии, таким образом осуществив первое внутриутробное лечение.

#### СССР и Россия
Одной из основоположников этого направления считается Н. Л. Гармашева. Она открыла моторно-кардиальный (миокардиальный) рефлекс, являющийся сопряженной реакцией сердечно-сосудистой и нервной систем плода. Подобное открытие стало возможным благодаря разработанному Л. И. Швангом в 1956 году первого в мире фонокардиографа.
Признанием вклада российских врачей, учёных-медиков и организаторов здравоохранения в развитие мировой перинатологии явилось проведение 19-22 июля 2013 года в Москве XI Всемирного конгресса по перинатальной медицине. В работе конгресса приняли участие более 2200 специалистов из 91 страны, в том числе 860 специалистов из России. Президентами XI Всемирного конгресса были выбраны академики РАМН Г. Т. Сухих и Н. Н. Володин, почётными президентами — академики РАМН Г. М. Савельева и А. Н. Стрижаков.